# 제르베과일먹는박쥐
제르베과일먹는박쥐(Artibeus cinereus)는 주걱박쥐과(신세계잎코박쥐과)에 속하는 남아메리카와 중앙아메리카 박쥐의 일종이다. 볼리비아와 브라질, 콜롬비아, 에콰도르, 프랑스령 기아나, 그레나다, 가이아나, 페루, 수리남 그리고 베네수엘라에서 발견된다.

## 특징
작은 박쥐로 전체 몸길이가 48~59mm이고 전완장이 37~42mm이다. 발 길이는 10~13mm, 귀 길이는 16~18mm, 몸무게는 최대 15.4g이다. 털은 짧고 무성하다. 등 쪽 털은 짙은 갈색을 띠는 반면에 배 쪽은 밝은 갈색이다. 주둥이는 짧고 넓다. 잎코는 가늘고 길며 피침형이다. 핵형은 2n=20~31, FNa=56이다.

## 생태
작은 무리를 지어 종려나무와 열대 지역 나무 위에 은신한다. 바나나 나무와 같은 나무의 큰 잎에 작은 텐트를 만드는 것으로 추정된다. 먹이는 꽃이고 곤충을 먹기도 한다. 2월에 새끼를 밴 암컷이 포획되는 반면에 3월에 브라질 파라주에서 젖을 먹이는 모습이 관찰된다.

## 분포 및 서식지
베네수엘라 동부와 가이아나, 수리남, 프랑스령 기아나, 브라질 서부, 페루 남동부 지역에서 널리 분포한다. 해발 최대 350m 이하의 원시 열대우림과 낙엽성 숲, 농장, 정원, 사바나 지대에서 서식한다.